# Плевен
Вижте пояснителната страница за други значения на Плевен.
Плѐвен (изписване до 1945 година: Плѣвенъ) е град в Северна България. Той е административен център на едноименните община Плевен и област Плевен, както и един от важните културни, образователни, икономически и транспортни центрове в страната. Плевен и неговата околност имат корени от дълбока древност и практически непрекъснато хилядолетно развитие. По данни на ГРАО към 15 юни 2024 г. в града живеят 99 220 души по настоящ адрес и 117 485 души по постоянен адрес. Това го прави седми по големина в Република България. Плевен е известен туристически център, наричан още „град на музеите“. 

### Местоположение
Град Плевен е разположен в централната част на Мизия, в западното подножие на Плевенските височини, Средната Дунавска равнина. Градът е почти равноотдалечен от река Дунав и Стара планина, с добри наземни връзки с най-големите български градове: София (163 km), Пловдив (196 km), Варна (302 km), Бургас (335 km), Русе (152 km), както и с Ловеч (35 km), а също и със земите на север от Дунав и други по-малки населени места в региона. Основен градообразуващ фактор още в древността е плодородната разливна долина на р. Тученица (Тученишка или Плевенска бара). Релефът в тази част на Дунавската равнина и съответно – добрите пътни връзки, улесняват изграждането и развитието на първоначално разпръснатите малки селища като важен пътен възел и център с добри показатели за икономически напредък на Древна Тракия, на Римската империя и на България.

### Административно деление
Жилищни комплекси и приблизителни жители
- ж.к. „Сторгозия“ – 40 000 жители
- ж.к. „Дружба“ – 25 000 жители
- ж.к. „Девети квартал“ – 7000 жители
- ж.к. „Мара Денчева“ – 8000 жители
- ж.к. „Кайлъка“ – 3000 жители
- ж.к. „Скобелев“ – 1000 жители
- ж.к. „Воден“ – 2000 жители
- Централна градска част – 15 000 жители
- Бала Баир (ромска махала)

### Климат
Климатът на Плевен е умереноконтинентален.
| Климатични данни за град Плевен       | Климатични данни за град Плевен | Климатични данни за град Плевен | Климатични данни за град Плевен | Климатични данни за град Плевен | Климатични данни за град Плевен | Климатични данни за град Плевен | Климатични данни за град Плевен | Климатични данни за град Плевен | Климатични данни за град Плевен | Климатични данни за град Плевен | Климатични данни за град Плевен | Климатични данни за град Плевен | Климатични данни за град Плевен |
| Месеци                                | яну.                            | фев.                            | март                            | апр.                            | май                             | юни                             | юли                             | авг.                            | сеп.                            | окт.                            | ное.                            | дек.                            | Годишно                         |
| Абсолютни максимални температури (°C) | 17                              | 22                              | 27                              | 31                              | 33                              | 37                              | 42                              | 37                              | 37                              | 32                              | 26                              | 20                              | 42                              |
| Средни максимални температури (°C)    | 2                               | 6                               | 12                              | 18                              | 24                              | 28                              | 30                              | 30                              | 25                              | 18                              | 9                               | 4                               | 17,16                           |
| Средни температури (°C)               | −1                              | 1,5                             | 7                               | 12,5                            | 18                              | 21,5                            | 23,5                            | 23,5                            | 18,5                            | 12,5                            | 5                               | 1                               | 11,95                           |
| Средни минимални температури (°C)     | −4                              | −3                              | 2                               | 7                               | 12                              | 15                              | 17                              | 17                              | 12                              | 7                               | 1                               | −2                              | 6,75                            |
| Абсолютни минимални температури (°C)  | −24                             | −10                             | −13                             | −2                              |                                 | 6                               | 11                              | 7                               | −1                              | −6                              | −12                             | −17                             | −24                             |
| Средни месечни валежи (mm)            | 15,6                            | 15,8                            | 21                              | 25,3                            | 37,6                            | 30,2                            | 31,7                            | 20,4                            | 61,21                           | 21,3                            | 26                              | 23,7                            | 290,8                           |
| ------------------------------------- | ------------------------------- | ------------------------------- | ------------------------------- | ------------------------------- | ------------------------------- | ------------------------------- | ------------------------------- | ------------------------------- | ------------------------------- | ------------------------------- | ------------------------------- | ------------------------------- | ------------------------------- |
|                                       |                                 |                                 |                                 |                                 |                                 |                                 |                                 |                                 |                                 |                                 |                                 |                                 |                                 |

## История

### Древност и античност
Най-ранните следи от живота и дейността на човека по тези земи се отнасят към края на 5 хилядолетие пр.н.е. Многобройни археологически находки са свидетелство за високата материална и духовна култура на траките, обитавали хилядолетия този край. Сред тях е най-голямото златно съкровище, открито по българските земи – Вълчитрънското, състоящо се от 13 съда с култово предназначение с общо тегло 12,5 kg.
В началото на новата ера тези земи стават част от Римската империя. На пътя от Ескус за Филипополис при днешния Плевен възниква римската пътна станция Сторгозия, а по-късно и крепост със същото име. Археологическите проучвания говорят за едромащабно строителство на административни, военни и религиозни постройки. Един от най-ценните археологически паметници, запазен до днес, е раннохристиянската базиликална църква от 4 век, втората по големина в България след голямата царска базилика в Плиска.

### Средновековие
През Средновековието Плевен е български град с добре развити занаяти, търговия и сечене на монети.

### Под османска власт
Османски Плевен е наследствен провинциален властови център, в който фамилията Михалоглу развива сложна йерархична управленска система. Членовете на тази фамилия много често служат като санджакбейове на Никопол и действителни господари на голяма част от Дунавска България. През 1738 г. населението на Плевен е преобладаващо турско.
По време на руско-турската война от 1806 – 1812 г. генерал-майор граф Михаил Семьонович Воронцов се насочва към Плевен през есента на 1810 г. с около 3000 души пехота и 1000 конници с цел да си набави необходимите продоволствия. Водачи и преводачи във войската му са изселили се българи от Плевенско по време на кърджалийските размирици. Много местни българи се включват както в обоза на отряда, така и с оръжие. На 16 октомври 1810 г. Воронцов превзема и разрушава Плевенската каменна крепост Керван сарай и се отправя към Ловеч и Севлиево. Разбунените села не остават без последствия за участието си на страната на русите. След оттеглянето им, от арабски и арнаутски банди пострадват селата Долна Митрополия, Гривица, Нежовец, Пелишат, Къшин, Кайлъшкият манастир и много други.
Освобождението заварва града с обособени турски махали в българско обкръжение. През Възраждането населението се занимава със селско стопанство, соватчийство, занаяти и търговия, строят се църква и училища. Мостове и обществени чешми (Балъклия, например) строи властта. През 1825 г. тук отваря врати първото светско училище, за това липсват сигурни данни. През 1840 г. (или по други източници през 1841 г.) Анастасия Димитрова открива първото девическо училище в България.
В Плевен през 1869 г. националният революционер и апостол на българската свобода Васил Левски основава първия в страната революционен комитет. Същата година е основано и читалище „Съгласие“.
В хода на Руско-турската война (1877 – 1878) Плевен придобива стратегическо значение и фокусира вниманието на световната общественост в продължение на 5 месеца (вж Плевен (битка). Около града се концентрират значителни войскови сили. Според мнозина изследователи тук се решава и изходът на войната. В резултат на изтощителната за населението на Плевен обсада, осъществена съгласно стратегията на генерал Тотлебен, на 10 декември 1877 г. руската и румънската армия сломяват съпротивата на турската армия и завземат Плевен. Осман паша предава сабята си последователно на румънския пълководец Михаил Черкез и впоследствие – на руския генерал-лейтенант Иван Ганецки. От страна на воюващите страни (Турция и Съюзът Русия – Румъния) са дадени десетки хиляди жертви. До 2002 г. денят се отбелязваше като Празник на Плевен, а сега – като Ден на признателността. Улици, а и предприятия, носят имена на дати, личности, полкове, свързани с Плевенската епопея. С годините улиците южно от центъра получават имена като: „Гренадерска“, „Александровска“, „Сан Стефано“, „Шипка“, „Шейново“, „Самара“, след войните 1912 – 1913 г. „Енос“, „Чаталджа“, „Ген. Колев“.

### След Освобождението
След Освобождението на България през 1878 г. Плевен се утвърждава като важен административен, стопански и духовен център.
Общинските избори на 17 август 1919 година са спечелени от БКП и кмет става Иван Кантарджиев. Въведени са подоходни данъци, осигурени са жилища за бездомни, безплатни медицинска помощ, дрехи, храна и учебници за бедни ученици, повишени са учителските доходи. Управлението е разпуснато от правителството през юли 1921 година. От декември 1922 година до юни 1923 година БКП отново управлява града, като този път кмет е Иван Зонков. Краят на този общински съвет идва с Деветоюнския преврат.

### Плевен при държавния социализъм (1944 – 1989)
От 1934 до 1946 г. Плевен е център на Плевенска област (една от седемте в Царство България), включваща околиите Плевенска градска, Плевенска селска, Ловешка, Троянска, Тетевенска, Луковитска, Никополска, Свищовска, Търновска, Габровска и Севлиевска. Със създаването на 12-те големи окръга плюс град София трите последни околии образуват Търновски окръг. През 1949 г. се образува големият Плевенски окръг, а през 1958 се създава малкият Плевенски окръг, който приблизително съвпада с днешната област Плевен.
Съответно през 1944 – 1959 г. се извършват промени в града, икономиката, учебното дело, здравеопазването, банковото дело и администрацията.
На мястото на национализираните големи и по-малки предприятия се създават окрупнени машиностроителни, текстилни, тютюнопреработвателно, консервно, мелничарско, мебелно и други държавни индустриални предприятия (ДИП), някои наречени комбинати (напр. Държавен консервен комбинат „Георги Кирков“).
Ликвидират се по всички търговски правила различни стари кооперации и се създават нови: обущарска „Девети септември“, дърводелска „Мебел“, шивашка „Колективен труд“, плетаческа „Съгласие“, картонажна „Цанко Кисьов“, сладкарска „Освобождение“. Създава се ТКЗС и ДЗС, които по-късно се обединяват.
Специфично предприятие с разностранна дейност от килимарство до електротехнически изделия е „Промкомбинат „Мир“, от т.нар. „местна промишленост и занаяти“. Остават и известен брой частно работещи занаятчии.
До 1958 г. Плевенски окръг е голямо и внушително образувание от Стара планина до Дунава. Граничи с Врачански, Софийски, Пловдивски и Шуменски окръзи. Създаването на Ловешки окръг и осигуряването на излаз на Дунава за Търновски окръг орязва много Плевенския окръг, разделяйки бившите околии.
По-късно, след 1960 г., много от предприятията сменят площадките си и се разширяват на местата на зеленчукови градини, хиподрум и други терени по теченията на Гривишката бара и река Тученишка чак до вливането ѝ във Вита. Създава се Промишлената зона с дължина над 15 km, започваща от половината път до с. Гривица и обхващаща и „Нефтохим“ („Плама") между Ясен и Долни Дъбник.
В южната част на Плевен в дотогавашния затвор през 1965 г. се създава Завод за ядрени прибори, по-късно станал научно-производствен комбинат и най-голямото предприятие в града.
Посещаването на Плевен и излизането от него след 1947 – 48 г. не са ограничавани, освен движението на моторни превозни средства из страната, които за движение извън границите на големия окръг до 1958 г. трябваше да имат т.нар. „Знак НМ“ – талон към основния талон на превозното средство. Това е било валидно за всички „големи“ окръзи. След създаването на малките окръзи тези ограничения отпадат.
Докъм 1965 г. балканджиите от Троянско слизат със закрити каруци „чифт“, теглени от дребни кончета, до Дунава. Продават или заменят срещу жито и царевица картофи, столарски изделия, дърва за огрев, грънци, сланина, сливова и други свои произведения. С времето тази дейност затихва, а жителите на Плевен започват да купуват и строят имоти предимно в Троянско, но и в други части на Балкана и Предбалкана.
Държавното предприятие „Балкантурист“, Бюрото за младежки туризъм „Орбита“, Профсъюзите и отделни мощни предприятия използват засиленото значение на Плевен като туристическа дестинация за кратки посещения. Круизи по Дунава правят отклонения от Никопол до Музея на иконата (църквата „Свети Николай“, другите музеи и паметници, по-късно особено Панорама „Плевенска епопея 1877 г.“). Големи групи съветски туристи се отбиват или прескачат от морето, идват германци, израелци, французи. Засилват се т.нар. „преки връзки“ (делови, културни, лични) между градове, отделни предприятия и лица, което допринася за посещения на чужденци в Плевен и пътуване на плевенчани в чужбина.

## Население

### Численост на населението
Численост на населението според преброяванията през годините:
- 1880 – 11 474 души
- 1887 – 14 307 души
- 1910 – 23 049 души

| \| Година на преброяване \| Численост \| \| --------------------- \| --------- \| \| 1934 \| 31 520 \| \| 1946 \| 39 058 \| \| 1956 \| 57 555 \| \| 1965 \| 78 666 \| \| 1975 \| 107 609 \| \| 1985 \| 129 654 \| \| 1992 \| 130 812 \| \| 2001 \| 121 880 \| \| 2011 \| 106 954 \| \| 2021 \| 92 101 \| |           |
| Година на преброяване | Численост |
| 1934 | 31 520    |
| 1946 | 39 058    |
| 1956 | 57 555    |
| 1965 | 78 666    |
| 1975 | 107 609   |
| 1985 | 129 654   |
| 1992 | 130 812   |
| 2001 | 121 880   |
| 2011 | 106 954   |
| 2021 | 92 101    |

Долната таблица показва изменението на населението на града в периода от 1887 до 2018 г.
| Плевен | Плевен | Плевен | Плевен | Плевен | Плевен | Плевен | Плевен  | Плевен  | Плевен  | Плевен  | Плевен  | Плевен  | Плевен | Плевен |  |
| --- | ------ | ------ | ------ | ------ | ------ | ------ | ------- | ------- | ------- | ------- | ------- | ------- | ------ | ------ |  |
| година | 1887   | 1910   | 1934   | 1946   | 1956   | 1965   | 1975    | 1985    | 1992    | 2001    | 2011    | 2014    | 2018   | 2021   |  |
| население | 14 307 | 23 049 | 31 520 | 39 059 | 57 555 | 78 666 | 107 609 | 129 654 | 130 812 | 121 880 | 106 954 | 103 122 | 96 610 | 92 101 |  |
| Източници: Национален статистически институт, „Citypopulation.de“, „Pop-stat.mashke.org“ и Географски институт при БАН |        |        |        |        |        |        |         |         |         |         |         |         |        |        |  |

## Религия
Преобладаваща е източноправославната, която се изповядва от около 90% от жителите на общината, 5% от населението са мюсюлмани. Плевенската епархия, в която влиза и община Никопол, е най-голямата католическа епархия в страната. Римокатолици са 5% от населението.

### Храмове
- Храм „Света Троица“
- Храм „Света Параскева“
- Храм „Свети Николай“
- Православен параклис „Св. Мъченици София, Вяра, Надежда и Любов“ – гр. Плевен, ж.к. „Сторгозия“, срещу бл. 5
- Католически енорийски храм „Дева Мария от Фатима“ – гр. Плевен, бул. „Христо Ботев“ 180
- Сюлейман Гази джамия(Мюсюлманско настоятелство)– гр. Плевен, бул. „Русе“ 13
- Евангелска петдесятна църква – гр. Плевен, ул. „Гренадерска“ 29-А-2-I(офис), ул. Балчик 5 (сграда)
- Методистка църква – гр. Плевен, ул. „Цар Симеон“ 12
- Църква на адвентистите от седмия ден – гр. Плевен, ул. „П. Р. Славейков“ 50

Църквата „Свети Николай“ е построена в 1834 г. на мястото на малък параклис от времето на Втората българска държава, претърпял разрушения през XIV – XVI век. Със султански ферман от 1696 г. е разрешено неговото възстановяване. По-късно е построена по-голяма църква, открита през 1834 г. Иконостасът ѝ е дело на майстори от Тревненската резбарска школа. В храма е експонирана една от най-богатите колекции от икони на Димитър Зограф, включваща 68 икони. Църквата е вкопана в земята поради факта, че по време на Османското владичество не е било разрешено да се строят църкви, по-високи от турските джамии.
Църквата „Света Троица“ е основана в 1893 г., строена частично през 1898 г. и окончателно завършена и осветена през 1913 г. от митрополит Климент. Колоните, които крепят храма, са от римско време. Построен е в характерен източноправославен стил. Това е един от големите храмове в град Плевен, където проповядват 4 свещенослужители и се извършват всички видове ритуали. Има също така и църковен хор.
Сведения за църквата „Света Параскева“ се срещат в османо-турски регистри от 1523 г. През 1850 г. в тогавашната Маньова махала, със скромни дарения на местното население, била построена малка църква от двойни плетове и вар, посветена на св. Петка-Параскева. Около 1858 г. към църквата било открито училище. С развитието на занаятите и търговията в града се наложило и малката църква да се поднови и разшири. С много усилия за няколко месеца църковното настоятелство успяло да получи съответните султански берати.
Градежът на храма започва в 1868 г. и завършва в 1869 г. Така на мястото на старата „плетеница“ била построена трикорабна базилика. Автор на сградата е големият тревненски първомайстор Генчо Кънев.
Състои се от притвор, две странични помещения, централна част със солей и свещен олтар. Иконите в храма са дървени и подарени от различни занаятчийски сдружения. Иконата на владишкия трон в църквата е дело на Данаил Несторов. Църквата е посветена на архидякон Стефан, на славянските просветители Св. св. Кирил и Методий и на преподобната майка Параскева. Стенописите в храма са дело на даровития българин Господин Сербезов. От 1991 до 1996 г. към храма функционира Неделно училище.

## Политика

### Кметове
- 2023 – Валентин Христов  (ГЕРБ) печели на втори тур с 63,62% срещу Георг Спартански (Независим кандидат).
- 2019 – Георг Спартански Независим кандидат подкрепен от СДС, Демократична България печели на втори тур с 50.6% срещу Мирослав Петров (ГЕРБ).
- 2015 – Георг Спартански (Реформаторски блок и ВМРО-БНД) печели на втори тур с 52,99% срещу Димитър Стойков (ГЕРБ).[15]
- 2011 – Димитър Стойков (ГЕРБ) печели на втори тур с 50,35% срещу Найден Зеленогорски (Българска нова демокрация).
- 2007 – Найден Зеленогорски – Коалиция „Заедно за община Плевен (СДС, ДСБ, БЗНС, ДП, НДСВ, БСДП, БДС „Радикали“, ОБНЦБ, ДСБ)“: „Съюз на демократичните сили“, „Демократи за силна България“, „Български земеделски народен съюз“, „Демократическа партия“, „Национално движение Симеон Втори“, „Българска социалдемократическа партия“, „Български демократичен съюз „Радикали“, „Обединение на българските националисти „Целокупна България“ печели с 50,31%.
- 2003 – Найден Зеленогорски (ОДС) печели на втори тур с 62% срещу Христофор Дочев (Граждански форум „Плевен – настояще и бъдеще“).
- 1999 – Найден Зеленогорски (ОДС плюс) печели на втори тур с 51% срещу Румен Петков (независим).
- 1995 – 1999 – Румен Петков (Предизборна коалиция БСП, БЗНС Александър Стамболийски, ПК Екогласност) печели на втори тур с 52% срещу Теодосий Симеонов (ОДС).
- 1991 – 1995 – д-р Александър Александров (СДС).
- 1990 – 1991 – Георги Ангелов
- 1987 – 1990 – Петко Цолов
- 1986 – 1987 – Крум Радев
- 1979 – 1986 – Трифон Трифонов
- 1971 – 1979 – Андрей Романов
- 1963 – 1971 – Лубомир Начев

### Побратимени градове
Плевен е побратимен град или има партньорство със следните градове:
- Агадир, Мароко
- Битоля, Северна Македония
- Браила, Румъния
- Брест, Беларус
- Бурса, Турция
- Волос, Гърция
- Воден, Гърция
- Гимараеш, Португалия
- Глазгоу, Шотландия
- Горни Милановац, Сърбия
- Джин Джоу, Китай
- Кавадарци, Северна Македония
- Кайзерслаутерн, Германия от 1993 г.
- Льо Ман, Франция
- Москва, Русия
- Подолск, Русия
- Ростов на Дон, Русия
- Чернивци, Украйна
- Шарлотсвил, САЩ

## Икономика и инфраструктура

### Характеристика
До 1989 г. Плевен е един от силно развитите промишлени градове в България, като структуроопределящи са отраслите радиоелектроника, нефтопреработване, металолеене и металообработване, машиностроене, химическа промишленост, строителство, лека и хранителна промишленост. Добре развити и с традиции са заводите и предприятията: Трактороремонтен завод (Ремзавод 2), Комбинат за електрокари и мотокари „Карло Луканов“, Предприятие за контролно-заваръчни работи, Машиностроителен комбинат „Вапцаров“, Завод за машини за преработка на пластмаса „10 декември“, Завод „Ломоносов“ за учебно-технически средства, Завод за железобетонни строителни конструкции „Ген. Ганецки“, Завод за етернитови и други строителни изделия „Балканстрой“, Керамичен завод „Първи май“, Циментов завод „Ген. Вл. Заимов“, Завод за стъклен амбалаж „Ген. Иван Винаров“, Завод за каучукови изделия „Васил Коларов“, Мебелен завод „Република“, Текстилен комбинат „Асен Халачев“, Текстилен комбинат Мизия, Трикотажна фабрика „Саня“, Фабрика за преработка на пух и перушина, Предприятие към ЦНСМ за кожени модни изделия „Вега“, Петролна рафинерия „Плама“, Тютюнев комбинат „Васил Топалски“, Кланично-колбасарско предприятие (месокомбинат) на „Родопа“, Птицекланица, голямо и модерно предприятие за преработка на мляко (млекокомбинат) на „Сердика“, Фабрика за захарни изделия „Свобода“, големи мелници и хлебозавод, Консервен комбинат „Георги Кирков“ за разнообразни консервирани храни, модерни пивоварен и винарски заводи, както и десетки други предприятия на държавната и кооперативната хранително-вкусова промишленост и комунално-битовите услуги. В завод „Илинден“ се произвеждат машините за леене на алуминиеви сплави с противоналягане по патента на акад. Ангел Балевски и проф. Димов, а в Завода за алуминиеви отливки – различни автомобилни и други изделия със световен пласмент. Плевенските специалисти участват активно в създаването на подобни предприятия в различни държави – от САЩ през Европа до КНР. В Комбината за ядрени прибори „Девети септември“ се произвеждат радиоелектронни уреди с военно, специално, медицинско, научно, стопанско-приложно и дори с космическо приложение. Циментовият завод „Ген. Вл. Заимов“ (бивш „Лев“) разполага с жп гара и произвежда най-качествения български цимент марка 600, изнасян и в Обединеното кралство. Консервният комбинат „Георги Кирков“ е вторият по големина в страната със 7 клона на различни площадки.
Повечето плевенски предприятия са разположени в северната част на града по дължина на Четвърта жп линия и са свързани с релсови отклонения. Продукцията им заминава за вътрешността и външния пазар по „първо“ и „второ“ направления предимно по релсовия път, но притежават и добре планирана пътна мрежа, пешеходни алеи за хилядите работници и служители.
Към предприятията и самостоятелно съществуват над десет института и развойни звена, като НИПКИ „Технология на металите“ с около 1000 души персонал, НИПКТИ за ядрена техника с над 300 души, БТР „Машини за преработка на пластмаси“ и други.
Веднага след 1989 г. предприятията и развойните започват да намаляват обема и направленията на работата си, правят се опити за конверсия и диверсификация на производството, но само малка част от предприятията запазват малка част от производството си. Приватизацията „на входа“ и „на изхода“ им позволи готова продукция, машини, инвентар и съоръжения, суровини и материали да бъдат пласирани „на частно“, предприятията бяха реорганизирани последователно по Указ 56 и по Търговския закон и голяма част банкрутираха в новите условия. В края на 80-те и началото на 90-те години идеологически обременените имена бяха променени. През последвалите десетилетия редица предприятия бяха напълно или частични разрушени („10 декември“, „Първи май“ („Каменина“), Птицекланицата и Месокомбинатът, „Васил Коларов“ („Полима“) и много по-малки), други съкратиха („Вапцаров“, „Ген. Винаров“) или прекратиха напълно производството си (ЗАО, КЕМ), частично продадоха или отдадоха под наем сгради и участъци на фирми с напълно различен или сходен характер на дейностите (Комбинат „Девети септември“ („Екоел“), „Вапцаров“ („Ваптех“). На някои площадки бяха построени големи магазини на веригите („10 декември“ и Механичния завод на комбината за ядрени прибори) и нови шивашки предприятия (Шести цех на „Вапцаров“ и съседни терени). Коренно се промени обликът на Северната промишлена зона. Основен транспорт за снабдяване и пласмент стана автомобилният, което доведе до постоянно увреждане на непредвидените за тази цел пътища и до изоставяне и разруха на жп отклоненията.
Създадени бяха десетки микро-, малки и средни предприятия предимно в шивашката промишленост, услугите и строителството, но и в някои развити отрасли от миналото, като електротехника и електроника, системи за сигурност, машиностроене, строителни материали и елементи. Заслужават да бъдат отбелязани заводът за сандвич панели „Метекно“ – италианска инвестиция, за автомобилни кабели на „Нексанс“ – германска инвестиция, както и силно развиващото се предприятие за висококачествена конфекция на фирмата „Димитров“, което силно променя облика на района около бившия завод „Вапцаров“ и съответно на работната сила.
Има силно развитие на леката промишленост, водещи са фирмите „Димитров“ и „Мизия – 96“ (конфекция) и „Яна“ (трикотаж); в тези браншове има още десетина средни и над 100 малки фирми.
Градът се посещаваше от над половин милион туристи годишно, главно от бившия СССР.
След 1991 г. има срив на туристическия поток.
С всяка година размерът на инвестициите се увеличава. Според Националната стратегическа рамка за периода 2007 – 2013 г. Плевен ще получи над 60% от евросубсидиите заедно с другите 6 града с население над 100 000 жители в Република България.
Плевен е бил център на богат селскостопански район. Преобладавало е растениевъдството – зърнени храни, трайни насаждения, технически култури и зеленчуци – домати, а при животновъдството – крави, телета, свине, птици и по-малко овце. След 1990 година постепенно животновъдството запада и днес този отрасъл е силно ограничен. В миналото Плевен е бил важен лозарски център и от всички страни е бил обграден с добре отглеждани лозя. Днес много от лозовите масиви са изоставени.

### Транспорт
На север от Плевен преминава международният първокласен автомобилен път Е-83 София—Русе—Букурещ. Автомагистрала А-2 „Хемус“ от София до Варна е проектирана да преминава на 15 km южно от града. Плевен е важна гара от международната жп линия София—Букурещ—Киев—Москва, както и основно вътрешно жп направление по линията София—Варна, с отклонение от село Ясен за Долна Митрополия и Черквица. Преди години имаше дори и влак за Саратов, но понастоящем нямаме жп съобщения през Молдова-Украйна за Русия, а редки такива през Румъния, Полша и Беларус до Москва само. Трите основни входно-изходни артерии на града – от и за София, Русе и Ловеч представляват магистрални отсечки, обаче се използват изключително много за превози с местно значение, вкл. на строителни материали.
Градският транспорт в Плевен е изцяло тролейбусен. Общинската фирма „Тролейбусен транспорт“ поддържа 17-те линии на електротранспорта, които се обслужват от 40 тролейбуса Skoda Solaris 26Tr, произведени 2014 г. и 14 тролейбуса Solaris Trollino 12 от 2018 г. Те са закупени със средства от Европейски съюз. Тролейбусният транспорт е открит на 7 октомври 1985 г. и така Плевен става третият град в България след София и Пловдив с този вид транспорт. Първата изградена линия е била по маршрута: „ЖП Гара – Кайлъка“.

### Индустрия
- „Ваптех“ ЕООД – машиностроителен завод за пресово и турбинно оборудване
- „Метаком – СЛЗ“ – леярен завод
- „Рубин“ – стъкларски завод
- „Електрокабел България“ – кабели за автомобилната индустрия
- „Димитров“ ООД – шивашки завод
- „Фешън груп“ – шивашки завод
- „Плевен 99“ – шивашки завод
- „Полюс ТМ“ ЕООД – вентилация и климатизация
- „Теменуга Стил“ ЕООД – шивашки завод
- „Ватекс“ ЕООД – производител на материали за шевната индустрия

## Образование и наука

### Основни училища
- НУ „Отец Паисий“[18]
- НУ „Патриарх Евтимий“[19]
- НУ „Единство“[20]
- НУ „Христо Ботев“[21]
- ОУ „Д-р Петър Берон“[22]
- ОУ „Васил Левски“[23]
- ОУ „Йордан Йовков“[24]
- ОУ „Лазар Станев“[25]
- ОУ „Св. Климент Охридски“[26]
- ОУ „Валери Петров“[27]

До 2020 г. в града функционира и ОУ „Никола Йонков Вапцаров“.

### Средни училища
- Професионална гимназия по електроника и химични технологии „Проф. Асен Златаров“[29]
- Професионална гимназия по механоелектротехника[30]
- Прогимназия „Цветан Спасов“
- СУ „Иван Вазов“[31]
- СУ „Стоян Заимов“[32]
- СУ „П.К. Яворов“[33]
- СУ „Христо Смирненски“[34]
- СУ „Анастасия Димитрова“
- Спортно училище „Георги Бенковски“[35]
- Национално училище по изкуствата „Панайот Пипков“[36]
- Математическа гимназия „Гео Милев“[37]
- Гимназия с преподаване на чужди езици[38]
- СОУ Христо Ботев
- Държавна финансово-стопанска гимназия „Интелект“[39]
- Професионална гимназия по ресторантьорство, търговия и обслужване[40]
- Професионална гимназия по дърбообработване и машиностроене „Захарий Зограф“
- Професионална гимназия по строителство, архитектура и геодезия „Никола Фичев“[41]
- Професионална гимназия по авто-транспорт[42]
- Професионална гимназия по мениджмънт и хранителни технологии
- Професионална гимназия по подемна, строителна и транспортна техника „Г. С. Раковски“[43]

### Висши училища
- Медицински университет
  - Медицински колеж[44]
- Висше военновъздушно училище „Георги Бенковски“ гр. Долна Митрополия, в непосредствена близост до Плевен
- Великотърновски университет
  - Педагогически колеж[45]

### Читалище „Съгласие 1869“
1869 г. е паметна за Плевен с две събития: създаването от Апостола Васил Левски на първия революционен комитет и основаването на читалище „Съгласие“.
Сред заслугите на читалището са:
- Първа публична градска библиотека;
- Първа библиотека на Балканския полуостров, въвела десетичната класификационна система на Мелвин Дюи;
- Уникални екземпляри от 13 – 18 век, съхранявани в старопечатния книжен фонд;
- Първото българско библиографско списание „Книжовник“;
- Първият член на Международния библиографски съюз в Брюксел от цяла Източна Европа;
- 55 години навърши и обучилата над 5000 деца Балетна школа.

Читалището поставя основите на всички днешни професионални културни институти в региона: Драматичен театър, Филхармония, Оперен театър, Музей, Кино, Северняшки ансамбъл, Музикално училище.
След смъртта на естрадния певец Емил Димитров читалищната зала на „Съгласие 1869“ е именувана „Емил Димитров“. 
Днес читалище „Съгласие 1869“ е носител на орден „Кирил и Методий“ I степен, със завоюваното престижно място в духовното пространство, има богат културен календар и работи активно като гражданска организация.

## Здравеопазване
- Университетска многопрофилната болница за активно лечение „Д-р Г. Странски“

Лечебното заведение е основано през 1865 г. Военният лекар д-р Ла Брюс (? – Плевен, 1869) ръководи проекта и строежа на първата сграда на болницата. След кончината на д-р Ла Брюс началник на болницата става д-р Роберт Гейзер. През 1879 г. с решение на Плевенския градски общински съвет се открива Плевенската II–класна окръжна болница. За окръжен лекар и управител на болницата е назначен д-р Алеко Друмев (Свищов, 1849 – София, 1912).
- Многопрофилна болница за активно лечение към Военно-медицинска академия
- МБАЛ „АВИС-Медика“
- Частна болница „Св. Панталеймон“

## Култура и забавление

### Опера, кино и театър
- Драматично-куклен театър „Иван Радоев“
- Държавна филхармония (С ПМС № 194 от 15.09.1994 г. се закрива Народна опера с филхармоничен оркестър „Христо Бръмбаров“, и се създава нов Институт – Плевенска филхармония с открита оперна сцена „Христо Бръмбаров“ (информация към 10.07.2009 г.)
- Северняшки ансамбъл „Иван Вълев“, който е общински.
- Ансамбъл „Мизия“
- Кино АРЕНА в „Central Mall – Pleven“ (2008) и „Panorama Mall“ (2014)

### Музеи и галерии
- Панорама Плевенска епопея в Скобелевия парк
- Скобелев парк-музей: изграден е на самото бойно поле през 1904 – 1907 г. На това място по време на третия щурм на Плевен (30 август – 11 септември 1877 г.) отрядът на генерал Скобелев води кръвопролитни сражения, в които падат убити и ранени 6500 воини. Напоената с кръв местност оттогава се нарича „Мъртва долина“. Костите на загиналите намират вечен покой в 9-те братски могили и костницата. Десетки руски оръдия от войната са подредени като батареи.
- Къща-музей „Цар Освободител Александър II“. Къщата на семейство Вацови, с богата вътрешна уредба, е построена през 1873 г. от същите дряновски майстори, които са строили къщата на Таки х.п. Георгиев и църквата „Св. Параскева“. Тук на 11 декември 1877 г., ден след падането на Плевен, тържествено е посрещнат руският император Александър II, на когото е представен плененият турски генерал Осман паша. От 12 до 22 декември в този дом живее първият военен губернатор на Плевен ген. Скобелев. При създаването на музея през 1904 – 1907 г. около къщата е устроен красив парк с оригинална ограда, експонирани са две батареи от руски оръдия и бюстове на бележити командири от руската и румънската армии.
- Регионален исторически музей – исторически музей с етнографски и природонаучен отдел
- Постоянна експозиция на оперната прима Гена Димитрова в Регионалния исторически музей
- Художествена галерия „Илия Бешков“
- Изложба-дарение Светлин Русев – художествена галерия, с около 400 произведения на известни български и чужди художници
- Музей на виното е плод на дългогодишна разработка на екип български и френски специалисти архитекти, енолози и музейни експерти от Плевенската панорама и Историческия музей. Музеят се намира в пещерно образувание, което се състои от пет галерии с площ 650 m². Местоположението на пещерата е на 5 km от центъра на град Плевен, в средата на Националния парк „Кайлъка“.

### Редовни събития
- 15 май – Празник на град Плевен
- Лауреатски дни „Катя Попова“
- Ежегоден панаир „Партнерс експо“
- 10 декември – Ден на признателността
- Национален фестивал на българската популярна песен „Златният Арлекин“, в чест на Емил Димитров

### Спорт и спортни съоръжения
Плевен беше сред водещите спортни центрове в България до края на миналия век. Стотици са плевенските спортисти, печелили медали от олимпийски, световни и европейски първенства през изминалите години. Връх на спортните постижения са олимпийските титли от олимпиадата в Сидни на Тереза Маринова (лека атлетика) и Гълъбин Боевски (вдигане на тежести).
До края на миналия век Спортното училище в града безспорно беше най-силната школа за откриване и развитие на спортни таланти. Днес училището продължава да функционира, но е далеч от световното ниво, което имаше в миналото. Всяка година над 2500 ученици участват в общинските и областните ученически игри по футбол, баскетбол, волейбол, тенис на маса, хандбал, шахмат и др.
Най-много отличия носят на Плевен състезателите по карате, лека атлетика, борба, вдигане на тежести, волейбол, тенис на маса.
Част от дейността спортните клубове осъществяват в спортен комплекс „Спартак“. Там тренират четирикратните бронзови медалистки по волейбол ВК „Спартак-96“, националните шампиони по тенис на маса от „Тетрон“, както и националните ни шампиони по бокс от „Спартак“, също така и един от водещите в страната карате-клубове с безбройни национални и международни титли и отличия от 1990 г. насам – плевенският клуб за бойни изкуства „Петромакс“ – Плевен.
Баскетболният клуб „Спартак“ заедно с варненския Черно море са единствените мъжки клубове в България, които не са изпадали от елитната баскетболна дивизия на България повече от 30 години (от сезон 1979/1980). Спартак Плевен разполагаше с една от най-добрите школи за развитие на млади таланти в миналото, но днес развитието на подрастващите направления е занемарено. Последно са спечелени шампионските титли през 1995 и 1996 г. и на Купата на България през 1996 г.
След кризата на плевенския футбол през 2009 г., отборите започват да се стабилизират. „Спартак“ става общински футболен клуб и се завръща в Б група. „Белите орли“ е възстановен като започва участие от окръжните групи. Създават се и три нови клуба – Сторгозия (Плевен), ФК „Плевен 2009“ и ФК „Кайлъка“. В града развиват дейност и футболните школи „Гунди“ и „Фортуна“.
Парк „Кайлъка“ е любимо място за отмора на плевенчани, с условия за масов спорт.
„Картинг писта Плевен“ – съоръжение на което се провеждат десетки мероприятия, състезания и демонстрационни шоута годишно. Пистата е изцяло ориентирана към автомобилни спортове в дисциплините дрифт и тайм атак. 
Град Плевен разполага с модерен спортен диспансер, който осигурява постоянен медицински надзор на активните спортисти и дава възможност да се провеждат лечебни и възстановителни процедури.

## Забележителности
И до днес Плевен е запазил културно-историческото си наследство. Особено интересни са регионалният исторически музей, Плевенската панорама, която представя петмесечните битки по време на Освободителната война (1877 – 1878), и много други. В Градската градина има много паметници и фонтани.
В Плевен се намират следните забележителности от Стоте национални туристически обекта на Българския туристически съюз.
- Мавзолей-параклис „Св. Георги Победоносец“ от 09:00 – 12:00 и 13:00 – 18:00 ч., почивни дни – неделя и понеделник, има печат.;
- Панорама „Плевенска епопея – 1877 г.“ от 09:00 – 12:00 и 12:30 – 17:00 ч. без почивен ден, има печат.;
- Регионален исторически музей от 09:00 – 12:00 и 13:00 – 17:00 ч., почивни дни – неделя и понеделник, има печат.

### Исторически
С Руско-турската война (1877-1878) се свързват почти всички исторически забележителности в града. Близо 200 са паметниците, които напомнят за битките, които са се водили по тези места. В центъра на града, на площад „Възраждане“ 5, се намира Мавзолей–гробница на руските и румънските войници, убити по време на войната. Друга забележителност е Панорама „Плевенска епопея“, която е разположена на върха на хълм. Създадена е в чест на 100-годишнината от Обсадата на Плевен, по подобие на Бородинската панорама в Москва. В близост до нея се намира и редутът, който генерал Михаил Скобелев е атакувал три пъти. В негова чест паркът около Панорамата е наречен „Скобелев“.
Освен паметниците от Руско-турската война, на територията на парк „Кайлъка“ се намират и основите на римската крепост Сторгозия. Изградена е в късната античност – 4 – 6 век, на площ от 31 дка. Запазени и реставрирани са: укрепителната система, раннохристиянска базиликална черква, античен хореум (зърнохранилище). Базиликата, с размери 45 на 22 m, е трикорабна, триапсидна, с колонада от южната страна.

### Паркове
Плевен е известен с парк „Кайлъка“, изграден в северната част на живописния пролом на река Тученица и включва античната Сторгозия.
Скобелевият парк е разположен на бойното поле, където отрядът на руския генерал Михаил Скобелев води сражения за превземането на Плевен. Оттогава местността се нарича „Мъртвата долина“. В парка се намира Панорама „Плевенска епопея“. Разположени са също: костница, къща музей „Стоян и Владимир Заимови“, автентични оръдия, десетки братски могили и паметници.

## Други
На Плевен е наречена улица в квартал „Бъкстон“ в София (Карта).